# Lynsey Addario
Lynsey Addario (Norwalk, 13 de noviembre de 1973) es una fotoperiodista estadounidense. Su trabajo se centra en conflictos y materia de derechos humanos, especialmente en el rol de las mujeres en sociedades tradicionales.

## Trayectoria
Nació en Norwalk, Connecticut, Estados Unidos, descendiente de una familia de peluqueros italo-americanos. Se graduó en 1991, por el Staples High School, en Westport, Connecticut, y por la Universidad de Wisconsin-Madison en 1995. Empezó a fotografiar profesionalmente en 1996, en el Buenos Aires Herald, Argentina, y se estableció como freelance para Associated Press, con el objetivo puesto en Cuba.[cita requerida] En 2000, fotografió Afganistán bajo el control del régimen talibán. Desde entonces, cubrió conflictos en Afganistán, Irak, Darfur, República del Congo, Haití y Oriente Medio. Desde agosto de 2004, visita Darfur y Chad al menos una vez al mes. Ha trabajado como fotógrafa para diferentes publicaciones, tales como The New York Times, The New York Times Magazine, Time, Newsweek y National Geographic.
El 9 de mayo de 2009, sufrió un accidente de automóvil en Pakistán mientras regresaba a Islamabad de un trabajo en un campamento de refugiados. Se rompió la clavícula, otro periodista que viajaba con ella resultó herido y el conductor fue asesinado. Addario fue una de las cuatro periodistas de The New York Times que desaparecieron en Libia del 16 al 21 de marzo de 2011. El periódico informó el 18 de marzo de que Libia había accedido a liberarla a ella y a sus tres compañeros: Anthony Shadid, Stephen Farrell y Tyler Hicks.  El gobierno libio liberó a los cuatro periodistas el 21 de marzo de 2011. Durante su cautiverio por el ejército libio, Addario sufrió agresiones y fue amenazada de muerte.
En noviembre de 2011, The New York Times escribió una queja en nombre de Addario al gobierno israelí, después de las acusaciones de que soldados israelíes en el paso de Erez la habían desnudado y obligado a pasar por un escáner de rayos X a pesar de saber que estaba embarazada. Addario declaró que "nunca, nunca había sido tratada con una crueldad tan descarada". Posteriormente el Ministerio de Defensa israelí emitió una disculpa a Addario y a The New York Times.
El Centro Nobel de la Paz, en Oslo, exhibe una amplia exposición de su trabajo In Afganistán sobre mujeres afganas, en yuxtaposición con Tim Hetherington y sus fotografías de soldados americanos en el Valle de Korangal.
Está casada con Paul de Bendern, un periodista de Reuters. Se casaron en julio de 2009 y tienen un hijo, Lukas, nacido en 2011.

## Publicaciones
- En el instante preciso: Vida de una fotógrafa en el amor y en la guerra: The Penguin Press, 2015. ISBN 978-1594205378 .

## Premios
- 2002: Premio Infinity del Centro Internacional de Fotografía.[20]
- 2008: Getty Images le concedió el premio por para fotografía de Editorial por su trabajo en Darfur.[cita requerida]
- 2009: Becas MacArthur de  John D. Y Catherine T. MacArthur Fundación.[21]
- 2009: Premio Pulitzer por el Reportage Internacional, por su trabajo en Waziristan.[22]
- 2020: Storytelling Fellows 2020-2021 de la National Geographic Society.[23]